# Record giapponesi del nuoto
I record giapponesi del nuoto sono i tempi più veloci mai nuotati in una competizione, da un nuotatore rappresentante il Giappone.
(Dati aggiornati al 23 febbraio 2024)

## Vasca lunga (50 m)

### Uomini
| Gara                     | Tempo    | +               | Atleta                                                                                             | Data             | Evento                              | Luogo              | Ref    |
| ------------------------ | -------- | --------------- | -------------------------------------------------------------------------------------------------- | ---------------- | ----------------------------------- | ------------------ | ------ |
| Stile libero             |          |                 | |                  |                                     |                    |        |
| 50 m                     | 21"64    | Record asiatico | Shuya Matsumoto                                                                                    | 27 luglio 2025   | Campionati giapponesi               | Shizuoka, Giappone |        |
| 100 m                    | 47"85    |                 | Katsuhiro Matsumoto                                                                                | 6 aprile 2023    | Campionati giapponesi               | Tokyo, Giappone    | [ 1 ]  |
| 200 m                    | 1'44"54  |                 | Tatsuya Murasa                                                                                     | 29 luglio 2025   | Campionati mondiali                 | Kallang, Singapore |        |
| 400 m                    | 3'43"90  |                 | Kōsuke Hagino                                                                                      | 12 aprile 2014   | Campionati giapponesi               | Tokyo, Giappone    | [ 2 ]  |
| 800 m                    | 7'49"55  |                 | Shui Korokawa                                                                                      | 7 aprile 2021    | Campionati giapponesi               | Tokyo, Giappone    |        |
| 1500 m                   | 14'50"18 |                 | Kazushi Imafuku                                                                                    | 23 marzo 2025    | Japan Open                          | Tokyo, Giappone    | [ 3 ]  |
| Dorso                    |          |                 | |                  |                                     |                    |        |
| 50 m                     | 24"24    | Record asiatico | Junya Koga                                                                                         | 2 agosto 2009    | Campionati mondiali                 | Roma, Italia       | [ 4 ]  |
| 100 m                    | 52"24    | s               | Ryōsuke Irie                                                                                       | 5 settembre 2009 | Campionato universitario giapponese | Kumamoto, Giappone | [ 5 ]  |
| 200 m                    | 1'52"51  | Record asiatico | Ryōsuke Irie                                                                                       | 31 luglio 2009   | Campionati mondiali                 | Roma, Italia       | [ 6 ]  |
| Rana                     |          |                 | |                  |                                     |                    |        |
| 50 m                     | 26"94    |                 | Yasuhiro Koseki                                                                                    | 17 giugno 2018   | Mare Nostrum                        | Montecarlo, Monaco |        |
| 100 m                    | 58"78    |                 | Kōsuke Kitajima                                                                                    | 17 giugno 2018   | Mare Nostrum                        | Montecarlo, Monaco |        |
| 200 m                    | 2'06"40  | Record asiatico | Shoma Sato                                                                                         | 7 aprile 2021    | Campionati giapponesi               | Tokyo, Giappone    |        |
| Farfalla                 |          |                 | |                  |                                     |                    |        |
| 50 m                     | 23"13    | b               | Takeshi Kawamoto                                                                                   | 4 aprile 2023    | Campionati giapponesi               | Tokyo, Giappone    | [ 7 ]  |
| 100 m                    | 50"81    | sf              | Naoki Mizunuma                                                                                     | 23 giugno 2022   | Campionati mondiali                 | Budapest, Ungheria |        |
| 200 m                    | 1'52"53  | Record asiatico | Daiya Seto                                                                                         | 18 gennaio 2020  | FINA Champions Swim Series          | Pechino, Cina      |        |
| Misti                    |          |                 | |                  |                                     |                    |        |
| 200 m                    | 1'55"07  |                 | Kōsuke Hagino                                                                                      | 9 aprile 2016    | Campionati giapponesi               | Kanagawa, Giappone | [ 8 ]  |
| 400 m                    | 4'06"05  | Record asiatico | Kōsuke Hagino                                                                                      | 6 agosto 2016    | Giochi olimpici                     | Niigata, Giappone  | [ 9 ]  |
| Staffette a stile libero |          |                 | |                  |                                     |                    |        |
| 4x100 m                  | 3'12"54  |                 | Katsumi Nakamura (48"52) Shinri Shioura (48"19) Katsuhiro Matsumoto (47"61) Juran Mizohata (48"22) | 11 agosto 2018   | Campionati panpacifici              | Tokyo, Giappone    |        |
| 4x200 m                  | 7'02"26  |                 | Sho Uchida (1'45"90) Yoshihiro Okumura (1'45"83) Shogo Hihara (1'45"99) Takeshi Matsuda (1'44"54)  | 31 luglio 2009   | Campionati mondiali                 | Roma, Italia       | [ 10 ] |
| Staffetta mista          |          |                 | |                  |                                     |                    |        |
| 4x100 m                  | 3'29"91  | Record asiatico | Ryōsuke Irie (53"05) Ryūya Mura (58"94) Naoki Mizunuma (50"88) Katsumi Nakamura (47"04)            | 1 agosto 2021    | Giochi olimpici                     | Tokyo, Giappone    |        |

Legenda:  - Record del mondo;  - Record asiatico;

Record non ottenuti in finale: (b) - batteria; (sf) - semifinale; (s) - staffetta prima frazione.

### Donne
| Gara                     | Tempo    | +               | Atleta                                                                                     | Data             | Evento                         | Luogo                        | Ref    |
| ------------------------ | -------- | --------------- | ------------------------------------------------------------------------------------------ | ---------------- | ------------------------------ | ---------------------------- | ------ |
| Stile libero             |          |                 |                                                                                            |                  |                                |                              |        |
| 50 m                     | 24"21    |                 | Rikako Ikee                                                                                | 6 aprile 2018    | Campionati giapponesi          | Tokyo, Giappone              |        |
| 100 m                    | 52"79    |                 | Rikako Ikee                                                                                | 18 novembre 2018 | Kosuke Kitajima Cup            | Tokyo, Giappone              |        |
| 200 m                    | 1'54"85  |                 | Rikako Ikee                                                                                | 9 agosto 2018    | Campionati panpacifici         | Tokyo, Giappone              |        |
| 400 m                    | 4'05"19  |                 | Ai Shibata                                                                                 | 25 marzo 2007    | Campionati mondiali            | Melbourne, Australia         | [ 11 ] |
| 800 m                    | 8'23"68  |                 | Sachiko Yamada                                                                             | 23 aprile 2004   | Campionati giapponesi          | Tokyo, Giappone              |        |
| 1500 m                   | 15'58"55 |                 | Ai Shibata                                                                                 | 27 marzo 2007    | Campionati mondiali            | Melbourne, Australia         | [ 12 ] |
| Dorso                    |          |                 |                                                                                            |                  |                                |                              |        |
| 50 m                     | 27"51    |                 | Aya Terakawa                                                                               | 13 aprile 2013   | Campionati giapponesi          | Niigata, Giappone            |        |
| 100 m                    | 58"70    | s               | Aya Terakawa                                                                               | 4 agosto 2013    | Campionati mondiali            | Barcellona, Spagna           | [ 13 ] |
| 200 m                    | 2'07"13  |                 | Reiko Nakamura                                                                             | 16 agosto 2008   | Giochi olimpici                | Pechino, Cina                |        |
| Rana                     |          |                 |                                                                                            |                  |                                |                              |        |
| 50 m                     | 30"10    |                 | Satomi Suzuki                                                                              | 8 ottobre 2023   | Meeting di Shizuoka            | Shizuoka, Giappone           | [ 14 ] |
| 100 m                    | 1'05"19  | Record asiatico | Reona Aoki                                                                                 | 2 marzo 2022     | Meeting di selezione nazionale | Tokyo, Giappone              |        |
| 200 m                    | 2'19"65  | Record asiatico | Rie Kanetō                                                                                 | 9 aprile 2016    | Campionati giapponesi          | Tokyo, Giappone              | [ 8 ]  |
| Farfalla                 |          |                 |                                                                                            |                  |                                |                              |        |
| 50 m                     | 25"11    | Record asiatico | Rikako Ikee                                                                                | 10 giugno 2018   | Mare Nostrum                   | Canet-en-Roussillon, Francia |        |
| 100 m                    | 56"08    |                 | Rikako Ikee                                                                                | 11 agosto 2018   | Campionati panpacifici         | Tokyo, Giappone              |        |
| 200 m                    | 2'04"69  |                 | Natsumi Hoshi                                                                              | 5 aprile 2012    | Campionati giapponesi          | Tokyo, Giappone              | [ 15 ] |
| Misti                    |          |                 |                                                                                            |                  |                                |                              |        |
| 200 m                    | 2'07"91  |                 | Yui Ōhashi                                                                                 | 24 luglio 2017   | Campionati mondiali            | Budapest, Ungheria           | [ 16 ] |
| 400 m                    | 4'30"82  |                 | Yui Ōhashi                                                                                 | 8 aprile 2018    | Campionati giapponesi          | Tokyo, Giappone              |        |
| Staffette a stile libero |          |                 |                                                                                            |                  |                                |                              |        |
| 4x100 m                  | 3'36"17  | b               | Rika Omoto (54"21) Tomomi Aoki (54"01) Aya Sato (53"98) Rio Shirai (53"97)                 | 21 luglio 2019   | Campionati mondiali            | Gwangju, Corea del Sud       |        |
| 4x200 m                  | 7'50"43  |                 | Chihiro Igarashi (1'57"88) Rikako Ikee (1'54"69) Rio Shirai (1'58"29) Yui Ōhashi (1'58"10) | 10 agosto 2018   | Campionati panpacifici         | Tokyo, Giappone              |        |
| Staffetta mista          |          |                 |                                                                                            |                  |                                |                              |        |
| 4x100 m                  | 3'54"73  |                 | Natsumi Sakai (59"42) Satomi Suzuki (1'05"43) Rikako Ikee (55"80) Tomomi Aoki (54"08)      | 23 agosto 2018   | Giochi asiatici                | Giacarta, Indonesia          |        |

Legenda:  - Record del mondo;  - Record asiatico;

Record non ottenuti in finale: (b) - batteria; (sf) - semifinale; (s) - staffetta prima frazione.

### Mista
| Gara                     | Tempo   | + | Atleta                                                                                   | Data           | Evento                 | Luogo                  | Ref |
| ------------------------ | ------- | - | ---------------------------------------------------------------------------------------- | -------------- | ---------------------- | ---------------------- | --- |
| Staffetta a stile libero |         |   |                                                                                          |                |                        |                        |     |
| 4x100 m                  | 3'24"67 |   | Katsumi Nakamura (48"49) Katsuhiro Matsumoto (47"99) Rika Omoto (54"36) Aya Sato (53"83) | 27 luglio 2019 | Campionati mondiali    | Gwangju, Corea del Sud |     |
| Staffetta mista          |         |   |                                                                                          |                |                        |                        |     |
| 4x100 m                  | 3'40"98 |   | Ryōsuke Irie (52"83) Yasuhiro Koseki (58"57) Rikako Ikee (55"53) Tomomi Aoki (54"05)     | 9 agosto 2018  | Campionati panpacifici | Tokyo, Giappone        |     |

Legenda:  - Record del mondo;  - Record asiatico;

Record non ottenuti in finale: (b) - batteria; (sf) - semifinale; (s) - staffetta prima frazione.

## Vasca corta (25m)

### Uomini
| Gara                     | Tempo    | +               | Atleta                                                                                                   | Data             | Evento                        | Luogo                  | Ref    |
| ------------------------ | -------- | --------------- | --- | ---------------- | ----------------------------- | ---------------------- | ------ |
| Stile libero             |          |                 | |                  |                               |                        |        |
| 50 m                     | 20"95    | Record asiatico | Kosuke Matsui                                                                                            | 26 ottobre 2019  | Campionati giapponesi         | Tokyo, Giappone        |        |
| 100 m                    | 46"22    | s               | Katsumi Nakamura                                                                                         | 11 dicembre 2018 | Campionati mondiali           | Hangzhou, Cina         |        |
| 200 m                    | 1'41"29  | b               | Katsuhiro Matsumoto                                                                                      | 18 dicembre 2022 | Campionati mondiali           | Melbourne, Australia   |        |
| 400 m                    | 3'36"87  |                 | Katsuhiro Matsumoto                                                                                      | 15 dicembre 2022 | Campionati mondiali           | Melbourne, Australia   |        |
| 800 m                    | 7'33"78  | Record asiatico | Shogo Takeda                                                                                             | 17 dicembre 2022 | Campionati mondiali           | Melbourne, Australia   |        |
| 1500 m                   | 14'25"95 |                 | Shogo Takeda                                                                                             | 13 dicembre 2022 | Campionati mondiali           | Melbourne, Australia   |        |
| Dorso                    |          |                 | |                  |                               |                        |        |
| 50 m                     | 22"81    | sf              | Junya Koga                                                                                               | 8 dicembre 2016  | Campionati mondiali           | Windsor, Canada        | [ 17 ] |
| 100 m                    | 49"65    |                 | Masaki Kaneko                                                                                            | 11 agosto 2017   | Coppa del Mondo               | Eindhoven, Paesi Bassi | [ 18 ] |
| 200 m                    | 1'48"25  | Record asiatico | Masaki Kaneko                                                                                            | 17 gennaio 2016  | Campionati di Tokyo           | Tokyo, Giappone        | [ 19 ] |
| Rana                     |          |                 | |                  |                               |                        |        |
| 50 m                     | 25"91    | Record asiatico | Yasuhiro Koseki                                                                                          | 17 ottobre 2021  | Campionati giapponesi         | Tokyo, Giappone        |        |
| 100 m                    | 55"77    | Record asiatico | Yuya Hinomoto                                                                                            | 16 ottobre 2021  | Campionati giapponesi         | Tokyo, Giappone        |        |
| 200 m                    | 2'00"35  | Record asiatico | Daiya Seto                                                                                               | 16 dicembre 2022 | Campionati mondiali           | Melbourne, Australia   |        |
| Farfalla                 |          |                 | |                  |                               |                        |        |
| 50 m                     | 22"19    | Record asiatico | Takeshi Kawamoto                                                                                         | 17 ottobre 2020  | Campionati giapponesi         | Tokyo, Giappone        |        |
| 100 m                    | 49"54    |                 | Takeshi Kawamoto                                                                                         | 18 ottobre 2020  | Campionati giapponesi         | Tokyo, Giappone        |        |
| 200 m                    | 1'46"85  | Record mondiale | Tomoru Honda                                                                                             | 22 ottobre 2022  | Campionati giapponesi         | Tokyo, Giappone        |        |
| Misti                    |          |                 | |                  |                               |                        |        |
| 100 m                    | 51"29    | Record asiatico | Daiya Seto                                                                                               | 28 ottobre 2021  | Coppa del Mondo               | Kazan', Russia         |        |
| 200 m                    | 1'50"47  | Record asiatico | Kōsuke Hagino                                                                                            | 5 dicembre 2014  | Campionati mondiali           | Doha, Qatar            | [ 20 ] |
| 400 m                    | 3'54"81  | Record mondiale | Daiya Seto                                                                                               | 20 dicembre 2019 | International Swimming League | Las Vegas, Stati Uniti |        |
| Staffette a stile libero |          |                 | |                  |                               |                        |        |
| 4x50 m                   | 1'23"80  | Record asiatico | Kosuke Matsui (21"26) Masahiro Kawane (20"79) Takeshi Kawamoto (20"79) Katsumi Nakamura (20"96)          | 15 dicembre 2022 | Campionati mondiali           | Melbourne, Australia   |        |
| 4x100 m                  | 3'07"79  | Record asiatico | Katsumi Nakamura (47"05) Shinri Shioura (46"39) Reo Sakata (47"12) Kōsuke Hagino (47"23)                 | 3 dicembre 2014  | Campionati mondiali           | Doha, Qatar            | [ 21 ] |
| 4x200 m                  | 6'52"04  |                 | Temma Watanabe (1'43"78) Katsuhiro Matsumoto (1'40"66) Hidenari Mano (1'43"18) Shuya Matsumoto (1'44"42) | 16 dicembre 2022 | Campionati mondiali           | Melbourne, Australia   |        |
| Staffette miste          |          |                 | |                  |                               |                        |        |
| 4x50 m                   | 1'31"28  | Record asiatico | Takeshi Kawamoto (22"93) Yuya Hinomoto (25"64) Yuya Tanaka (22"13) Masahiro Kawane (20"58)               | 17 dicembre 2022 | Campionati mondiali           | Melbourne, Australia   |        |
| 4x100 m                  | 3'21"07  | Record asiatico | Ryōsuke Irie (49"95) Yasuhiro Koseki (55"91) Takeshi Kawamoto (49"58) Katsumi Nakamura (45"63)           | 16 dicembre 2018 | Campionati mondiali           | Hangzhou, Cina         |        |

Legenda:  - Record del mondo;  - Record asiatico;

Record non ottenuti in finale: (b) - batteria; (sf) - semifinale; (s) - staffetta prima frazione.

### Donne
| Gara                     | Tempo    | +               | Atleta                                                                                      | Data             | Evento                          | Luogo                | Ref    |
| ------------------------ | -------- | --------------- | ------------------------------------------------------------------------------------------- | ---------------- | ------------------------------- | -------------------- | ------ |
| Stile libero             |          |                 |                                                                                             |                  |                                 |                      |        |
| 50 m                     | 23"95    |                 | Rikako Ikee                                                                                 | 21 dicembre 2017 | Swim Cup Lausanne               | Losanna, Svizzera    | [ 22 ] |
| 100 m                    | 51"62    |                 | Rikako Ikee                                                                                 | 14 gennaio 2018  | Campionati di Tokyo             | Tokyo, Giappone      | [ 23 ] |
| 200 m                    | 1'52"64  |                 | Rikako Ikee                                                                                 | 13 gennaio 2018  | Campionati di Tokyo             | Tokyo, Giappone      | [ 24 ] |
| 400 m                    | 3'59"41  |                 | Chihiro Igarashi                                                                            | 9 dicembre 2016  | Campionati mondiali             | Windsor, Canada      | [ 25 ] |
| 800 m                    | 8'12"98  |                 | Miyu Namba                                                                                  | 14 dicembre 2022 | Campionati mondiali             | Melbourne, Australia |        |
| 1500 m                   | 15'44"84 | Record asiatico | Waka Kobori                                                                                 | 14 febbraio 2021 | Campionati giapponesi giovanili | Yokohama, Giappone   |        |
| Dorso                    |          |                 |                                                                                             |                  |                                 |                      |        |
| 50 m                     | 26"05    |                 | Aya Terakawa                                                                                | 25 febbraio 2013 | Campionati giapponesi           | Tokyo, Giappone      | [ 26 ] |
| 100 m                    | 55"23    | Record asiatico | Shiho Sakai                                                                                 | 15 novembre 2009 | Coppa del Mondo                 | Berlino, Germania    | [ 27 ] |
| 200 m                    | 2'00"18  | Record asiatico | Shiho Sakai                                                                                 | 14 novembre 2009 | Coppa del Mondo                 | Berlino, Germania    | [ 28 ] |
| Rana                     |          |                 |                                                                                             |                  |                                 |                      |        |
| 50 m                     | 29"57    | Record asiatico | Reona Aoki                                                                                  | 9 novembre 2020  | International Swimming League   | Budapest, Ungheria   |        |
| 100 m                    | 1'04"01  |                 | Reona Aoki                                                                                  | 22 ottobre 2022  | Campionati giapponesi           | Tokyo, Giappone      |        |
| 200 m                    | 2'15"76  | Record asiatico | Rie Kanetō                                                                                  | 9 ottobre 2016   | Coppa del Mondo                 | Doha, Qatar          | [ 29 ] |
| Farfalla                 |          |                 |                                                                                             |                  |                                 |                      |        |
| 50 m                     | 24"71    | =               | Rikako Ikee                                                                                 | 13 gennaio 2018  | Campionati di Tokyo             | Tokyo, Giappone      | [ 30 ] |
| 100 m                    | 55"31    |                 | Rikako Ikee                                                                                 | 11 novembre 2018 | Coppa del Mondo                 | Tokyo, Giappone      |        |
| 200 m                    | 2'02"96  |                 | Suzuka Hasegawa                                                                             | 14 gennaio 2017  | Campionati di Tokyo             | Tokyo, Giappone      |        |
| Misti                    |          |                 |                                                                                             |                  |                                 |                      |        |
| 100 m                    | 57"75    | Record asiatico | Rikako Ikee                                                                                 | 15 novembre 2017 | Coppa del Mondo                 | Tokyo, Giappone      | [ 31 ] |
| 200 m                    | 2'03"93  | Record asiatico | Yui Ōhashi                                                                                  | 14 novembre 2020 | International Swimming League   | Budapest, Ungheria   |        |
| 400 m                    | 4'22"73  | Record asiatico | Yui Ōhashi                                                                                  | 10 novembre 2018 | Coppa del Mondo                 | Tokyo, Giappone      |        |
| Staffette a stile libero |          |                 |                                                                                             |                  |                                 |                      |        |
| 4x50 m                   | 1'37"35  |                 | Aya Sato (24"46) Runa Imai (24"27) Rika Omoto (24"07) Tomomi Aoki (24"55)                   | 16 dicembre 2018 | Campionati mondiali             | Hangzhou, Cina       |        |
| 4x100 m                  | 3'31"68  |                 | Tomomi Aoki (53"33) Aya Sato (52"60) Runa Imai (53"12) Chihiro Igarashi (52"63)             | 11 dicembre 2018 | Campionati mondiali             | Hangzhou, Cina       |        |
| 4x200 m                  | 7'41"97  |                 | Tomomi Aoki (1'56"49) Chihiro Igarashi (1'54"93) Aya Takano (1'56"73) Rikako Ikee (1'53"82) | 10 dicembre 2016 | Campionati mondiali             | Windsor, Canada      | [ 32 ] |
| Staffette miste          |          |                 |                                                                                             |                  |                                 |                      |        |
| 4x50 m                   | 1'44"90  |                 | Miyuki Takemura (26"14) Miho Teramura (29"50) Ai Soma (25"28) Aya Sato (23"98)              | 12 dicembre 2018 | Campionati mondiali             | Hangzhou, Cina       |        |
| 4x100 m                  | 3'50"28  |                 | Emi Moronuki (58"25) Miho Teramura (1'03"56) Rikako Ikee (55"43) Tomomi Aoki (53"04)        | 11 dicembre 2016 | Campionati mondiali             | Windsor, Canada      | [ 33 ] |

Legenda:  - Record del mondo;  - Record asiatico;

Record non ottenuti in finale: (b) - batteria; (sf) - semifinale; (s) - staffetta prima frazione.

### Mista
| Gara                     | Tempo   | +               | Atleta                                                                                    | Data             | Evento              | Luogo          | Ref |
| ------------------------ | ------- | --------------- | ----------------------------------------------------------------------------------------- | ---------------- | ------------------- | -------------- | --- |
| Staffetta a stile libero |         |                 |                                                                                           |                  |                     |                |     |
| 4x50 m                   | 1'29"61 | Record asiatico | Katsumi Nakamura (21"03) Kosuke Matsui (20"90) Aya Sato (23"62) Runa Imai (23"96)         | 12 dicembre 2018 | Campionati mondiali | Hangzhou, Cina |     |
| Staffetta mista          |         |                 |                                                                                           |                  |                     |                |     |
| 4x50 m                   | 1'37"67 | Record asiatico | Miyuki Takemura (26"03) Yasuhiro Koseki (25"64) Takeshi Kawamoto (21"95) Aya Sato (24"05) | 13 dicembre 2018 | Campionati mondiali | Hangzhou, Cina |     |

Legenda:  - Record del mondo;  - Record asiatico;

Record non ottenuti in finale: (b) - batteria; (sf) - semifinale; (s) - staffetta prima frazione.